# Bernardin de Saint-Pierre
Jacques-Henri Bernardin de Saint-Pierre (Le Havre, França, 19 de janeiro de 1737 – Éragny, França, 21 de janeiro de 1814), mais conhecido apenas como Bernardin de Saint-Pierre, foi um escritor e botânico francês.

## Biografia

### Formação
Desde a infância, Bernardin mostrou um espírito inquieto e irritável, desejoso de aventuras. Após aprender línguas antigas com um padre em Caen, leu avidamente Robinson Crusoé, e resolveu viajar pelo mar. Um de seus tios, capitão de navio, que foi à Martinica, o levou a bordo, porém a fadiga do trabalho no navio tirou suas ilusões. Voltando a Havre, desgostoso da vida marítima, entrou no “Collège du Mont” (colégio dos jesuítas de Caen), estimulado pelo desejo de partir para lugares distantes, com o objetivo de converter os povos bárbaros. Seu pai abrandou seu entusiasmo, enviando-o para fazer filosofia no “Collège de Rouen”. Em seguida entrou na École nationale des ponts et chaussées, para a turma dos jovens engenheiros que o ministro da guerra estabeleceu em Versailles.

### Viagens
Enviado à Düsseldorf, sua suscetibilidade e insubordinação lhe destituíram do cargo. Retornou para Havre, onde seu pai estava casado novamente, e devido desacordos com sua madrasta, Bernardin partiu para Paris em 1760, sem recursos. No ano seguinte, ele foi novamente enviado como engenheiro à Ilha de Malta, que estava sob ameça do império otomano, mas depois voltou à Paris com a intenção de ensinar matemática. Sem alunos e na pobreza, resolveu tentar a fortuna no estrangeiro, e partiu para a Holanda, e de lá para São Petersburgo, depois Polônia, para ajudar na causa de Charles Radziwill contra Estanislau II da Polônia. Em Varsóvia, encontrou a princesa Marie Miesnik, por quem se apaixonou. Posteriormente foi para Dresden, e depois Berlim, onde não conseguiu se fixar e retornou à França em novembro de 1766.
Sem recursos, cheio de dívidas, retirou-se para Ville-d'Avray, e escreveu suas memórias sobre os vários países por onde passou. Depois solicitou o cargo de capitão-engenheiro nas Ilhas Maurício, e partiu em 1768.

### Carreira
Voltou para Paris em junho de 1771, e começou a freqüentar a “Société des gens de lettres”. Jean le Rond D'Alembert o apresentou no salão de de Julie de Lespinasse, mas ele reagiu mal e se sentiu deslocado no mundo dos enciclopedistas. Aliou-se, mais estreitamente, a Jean-Jacques Rousseau.
Publicou, em 1773, Voyage à l’Île de France, à l’Île Bourbon, au cap de Bonne-Espérance, par un officier du roi (Amsterdam e Paris, 1773, 2 vol.), e preparou a publicação de Études de la nature. Passou todo o inverno de 1783 a 1784 a refazer essa obra, a organizá-la. Após a publicação de Études de la nature (3 vol., 1784), o autor, desconhecido, deslocado e sem recursos, passou a ser reconhecido.
Em 1792, aos 55 anos, casou com Félicité Didot, que tinha 22. No mesmo ano, foi nomeado administrador do “Jardin des Plantes de Paris”, em substituição a Georges-Louis Leclerc de Buffon, cargo suprimido em 1793. Convocado em 1794 para ser professor da “École normale supérieure”, reconheceu não ter talento para a oratória. Em 1795, foi nomeado membro do “Institut de France”, em uma classe de literatura e línguas. Apoiou, a partir de 1797, o culto revolucionário à teofilantropia, visando à substituição do catolicismo por outra religião. Laureado pela “Academia de Besançon”, foi eleito para a “Academia Francesa” em 1803.
Após perder sua primeira esposa, casou novamente, em 1800, com Désirée de Pelleport, jovem e bela, que acompanhou seus últimos anos até a morte em Éragny (Val-d'Oise), à beira do rio Oise. Do primeiro casamento, teve dois filhos: Paul, que morreu muito jovem, e Virginie, casada com o general de Gazan. Sua segunda esposa casou novamente, com Aimé Martin.

## O escritor

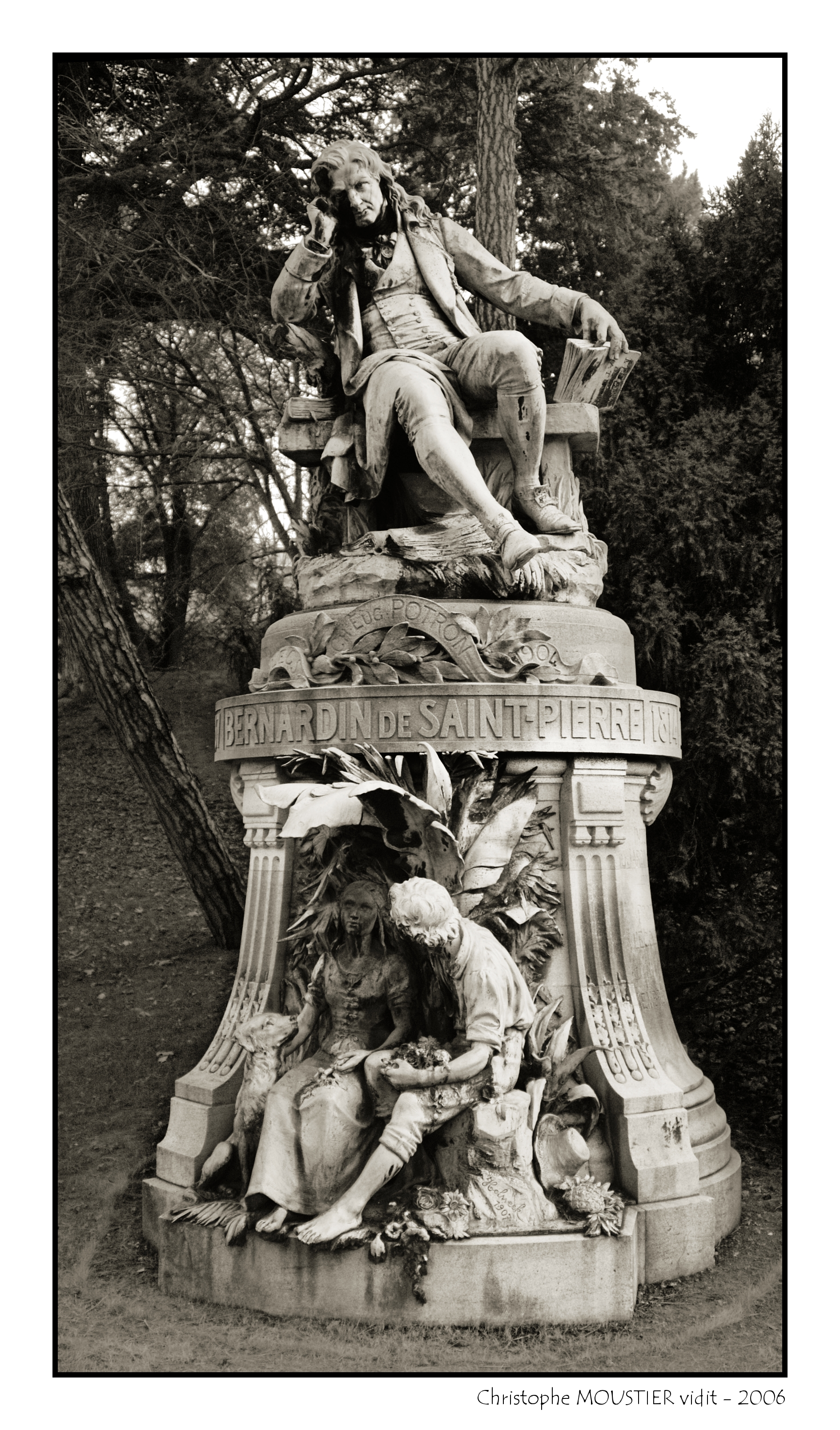
Estátua no "Jardin des plantes de Paris", por Louis Holweck.

Em Bernardin há uma diferença profunda entre o escritor e o homem; este é irascível, melancólico e atormentado, aquele é doce, calmo e terno. Do início ao fim da vida, o escritor sonha com uma república ideal, onde todos os habitantes são unidos por uma mútua benevolência ainda que as contrariedades da vida irritem a susceptibilidade do homem.
Em l’Arcadie (Angers, 1781), um poema em prosa, Bernardin descreve a república ideal com que sonha. Nos Études de la nature (Paris, 1784, 3 vol.) descreve, em suas próprias palavras, “une histoire générale de la nature”.
O talento em descrever a natureza é mais aparente em Paul et Virginie (Paris, 1787). Com uma paisagem nova e grandiosa ao fundo, duas graciosas figuras adolescentes representam a paixão humana em toda a sua extensão. Bernardin também expressa com perfeição a paixão em la Chaumière indienne (Paris, 1790), que se torna, de certo modo, um paradoxo, um ataque contra a ciência.
Os outros escritos de Bernardin de Saint-Pierre são: Harmonies de la nature (3 vol.) (1815); Vœux d’un solitaire (Paris, 1789), que tenta conciliar os novo princípios com os antigos; Mémoire sur la nécessité de joindre une ménagerie au Jardin national des plantes (Ibid., 1792) ; De la Nature de la morale (1798) ; Voyage en Silésie (1807) ; la Mort de Socrate, drama, precedido de um Essai sur les journaux (1808) ; le Café de Surate, conto satírico ; Essai sur J.-J. Rousseau et récits de voyage.
Suas Œuvres complètes foram publicados por Aimé Martin (Paris, 1813, 12 vol). O mesmo editor publicou a Correspondance de Bernardin de Saint-Pierre (1826, 4 vol.), suas Œuvres posthumes (1833-1836, 2 vol.), e seus Romans, contes, opuscules (1831, 2 vol.).

## Obras

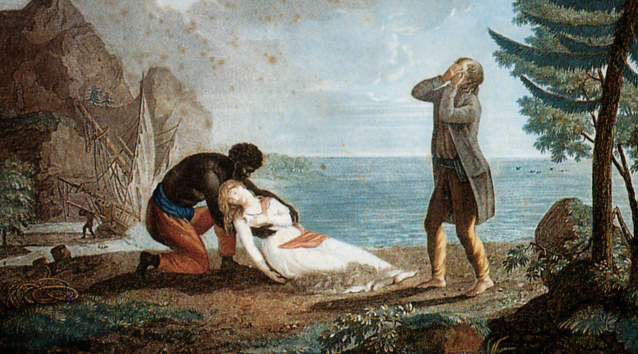
La Mort de Virginie, gravura de Marcellin Legrand d’après Michel Lambert (detalhe). Lorient, Musée de la Compagnie des Indes.

- Voyage à l’Île de France, à l’île Bourbon et au cap de Bonne-Espérance, 2 vol. (1773)
- L’Arcadie (1781)
- Études de la nature (3 vol.) (1784)
- Paulo e Virgínia - no original Paul et Virginie (1787)
- La Chaumière indienne (1790)
- Le Café de Surate (1790)
- Les Vœux d’un solitaire (1790)
- De la nature de la morale (1798)
- Voyage en Silésie (1807)
- La Mort de Socrate (1808)
- Harmonies de la nature (3 vol.) (1815)